# Piombino-Livorno

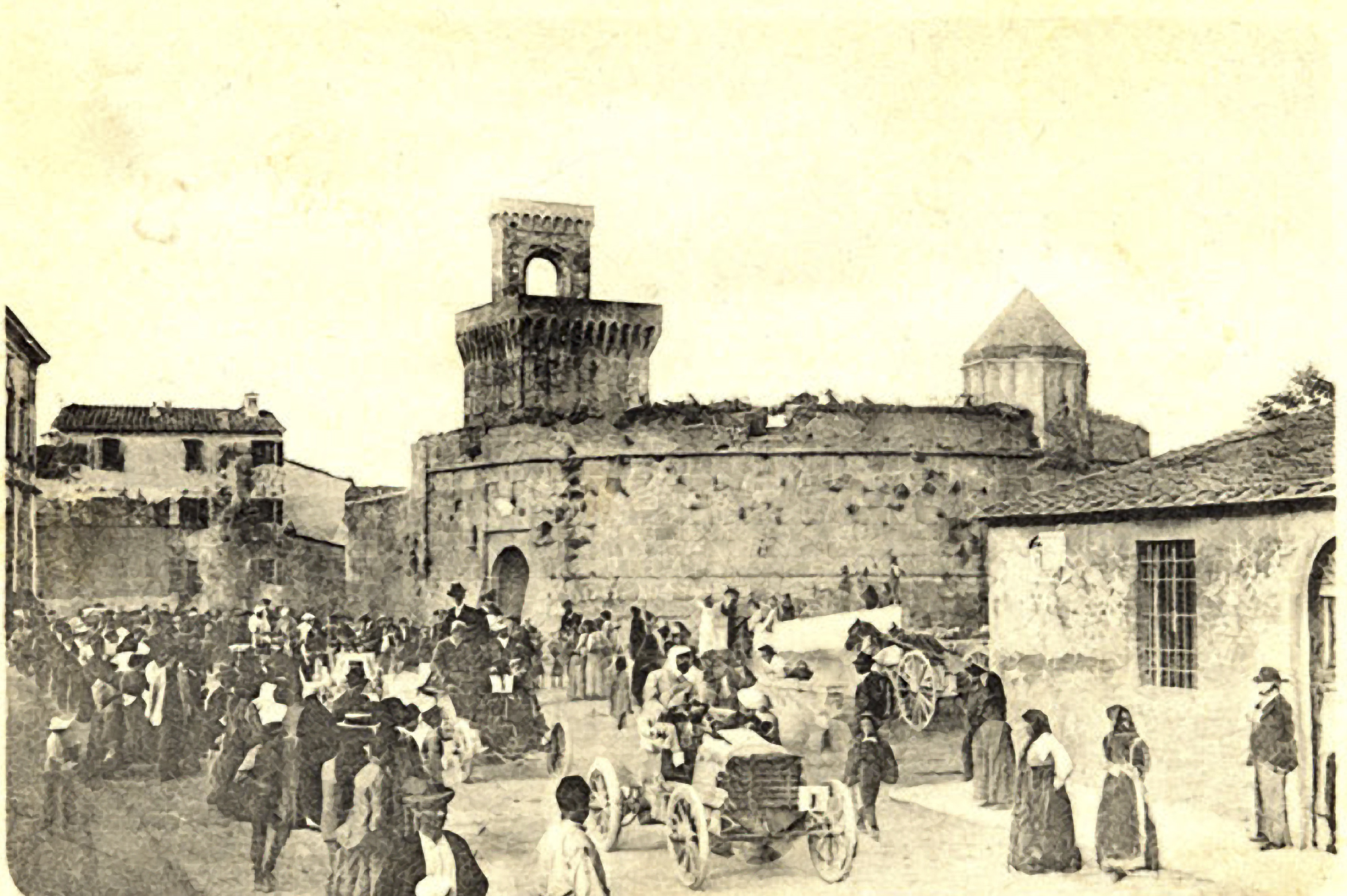
Piombino, 24 de agosto de 1901. Inicio de la prueba desde Porta a Terra.

La Piombino – Livorno ha sido la primera carrera automovilística en la Toscana y se llevó a cabo el 24 de agosto de 1901.

## Historia
La carrera vio involucrado el Servicio de los Festivales de Verano de Livorno, la Municipalidad de Piombino, la Municipalidad de Livorno, la familia Della Gherardesca, la familia Ginori y el Touring Club Italiano; además se contó con el apoyo de la casa de neumáticos Michelin, que ofreció premios en efectivo a los ganadores, y del rey de Italia Víctor Manuel III, que dio una medalla de oro para el ganador. Originalmente la carrera iba a efectuarse entre Grosseto y Livorno, con una distancia de 150 km, pero debido a una fuerte lluvia que hizo que el camino fuera intransitable, la ruta se redujo a 82 km con inicio a partir de Piombino. La carrera fue parte de un gran evento que se llevó a cabo durante tres días: el sábado 24 de agosto de 1901 fue disputado el "Gran Premio de Su Majestad el Rey", a lo largo de la antigua Via Aurelia, con salida de Piombino y llegada a Livorno; el domingo 25 de agosto, el programa incluyó un desfile en Livorno entre Antignano y Cisternone, y el lunes 26 de agosto tuvo lugar una carrera de aceleración de 500 metros de Antignano a San Jacopo y una carrera de capacidad de manejo en la rotonda de Ardenza.

## La Carrera
Los vehículos registrados para la carrera fueron repartidos en categorías: Iᵃ categoría coches grandes (más de 1.000 kg), IIᵃ categoría coches livianos (menos de 1.000 kg), IIIᵃ categoría coches pequeños (hasta 450 kg), IVᵃ categoría triciclos y Vᵃ categoría motocicletas. La salida comenzó en el siguiente orden: coches grandes, triciclos, coches ligeros, pequeños coches, motocicletas. La hora de salida se adelantó de unas horas, a las 7:30 de la mañana, debido a las malas condiciones de la carretera, la antigua Via Aurelia, que se transformó en un pantano por las fuertes lluvias. Ninguna motocicleta llegó a la línea de meta: Renzo Mazzoleni con un Ceirano 2 ¼ HP se retiró cerca de Vada y Emanuele Rosselli con un Rosselli de 2 ¼ HP de su fabricación, se retiró poco después de la salida debido a las condiciones de la carretera. La carrera Piombino - Livorno fue la primera competencia automovilística ganada por un Fiat, gracias a un conductor novato, Felice Nazzaro, a bordo del Fiat 12 HP Corsa, propiedad del Conde Camillo della Gherardesca, con un tiempo de 01:49: 54 y una velocidad promedio de 44,77 km/h, el cual también ganaba por primera vez. A pesar de las terribles condiciones meteorológicas la carrera fue un gran éxito. No pasó ningún accidente a pesar del hecho que el tranvía estaba en servicio a lo largo del trayecto.

## Anécdotas
La tripulación Cotta - Morandini, inscripta a la carrera con un Darracq, mientras estaba viajando de Turín a Livorno, fue detenida por los RR. Carabineros cerca de La Spezia, debido a un telegrama que ordenaba la detención del primer automovilista en tránsito, considerado responsable de un accidente. La tripulación fue puesta en libertad solo después de diez horas, cuando llegó otro telegrama informando sobre la detención del verdadero culpable del accidente, demasiado tarde para poder participar a la carrera. El Conde Carlo Biscaretti di Ruffia, y su padre Roberto, que habían salido de Turín con un Phenix 3 ½ HP, durante el ascenso del Bracco, tuvieron problemas al motor y llegaron a Livorno en tren, donde asistieron a la carrera como espectadores.

## Clasificación de la carrera Piombino - Livorno, Gran Premio de Su Majestad el Rey
|      | Piloto            | Marca            | Categoría                    | Potencia | Peso     | Propietario                     |
| ---- | ----------------- | ---------------- | ---------------------------- | -------- | -------- | ------------------------------- |
| 1    | Felice Nazzaro    | Fiat 12HP corsa  | Coches con más de 1.000 kg   | 12 hp    | 1.100 kg | Conte Camillo della Gherardesca |
| 2    | Ugobaldo Tonietti | Panhard Levassor | Coches con más de 1.000 kg   | 32 hp    | 1.200 kg | Cavalier Ugobaldo Tonietti      |
| 3    | Gaston Osmond     | De Dion Bouton   | Triciclos                    | 6 hp     | 150 kg   | Gaston Osmond                   |
| 4    | Galileo Serafini  | Panhard Levassor | Coches con menos de 1.000 kg | 12 hp    | 650 kg   | Principe Pietro Strozzi         |
| 5    | Guido Trieste     | Florentia        | Coches con menos de 1.000 kg | 8 hp     | 480 kg   | Guido Trieste                   |
| 6    | Ettore Nagliati   | De Dion          | Coches con menos de 1.000 kg | 5 hp     | 480 kg   | Ettore Nagliati                 |
| 7    | Nourry            | De Dion          | Triciclos                    | 6 hp     | 150 kg   | Nourry                          |
| 8    | Ernesto Wehreim   | Darracq          | Coches con menos de 1.000 kg | 12 hp    | 480 kg   | Ernesto Wehreim                 |
| Rit. | Emanuele Rosselli | Rosselli         | Motocicletas                 | 2¼ hp    | 32 kg    | Emanuele Rosselli               |
| Rit. | Renzo Mazzoleni   | Ceirano          | Motocicletas                 | 2¼ hp    | 32 kg    | Renzo Mazzoleni                 |
| Rit. | ?                 | Panhard Levassor | Coches con más de 1.000 kg   | 12 hp    | 1.100 kg | Commendator Figner              |